# فرانسوا، كونت فندوم
فرانسوا، كونت فندوم (بالفرنسية: François de Bourbon-Vendôme)‏ (1470 - 30 أكتوبر 1495) كان كونت فندوم؛ هو فرداً من أسرة بوربون؛ هو ابن جان الثامن، كونت فندوم وإيزابيل دي بيوفاو؛ أصبح كونت فندوم بعد وفاة والده وهو لا يزال صغيراً، كان واحد من أتباع الحاكمة-الوصية آن وشقيقها شارل الثامن ملك فرنسا.
في 1487 تزوج من ماري دي لوكسمبورغ أرملة جاك دي سافوي، كونت رومون؛ وكان لديهم ستة أبناء:-
- شارل، دوق فندوم (1537-1489).
- جاك (1491-1490).
- فرانسوا (1545-1491)؛ كونت سان بول.
- لويس (1583-1493)؛ رئيس أساقفة سانس.
- أنطوانيت (1583-1493)؛ تزوجت من كلود، دوق غيس هما أجداد ماري، ملكة الاسكتلنديين.
- لويز (1575-1495)؛ راهبة.